# 沟溪乡
沟溪乡，是中国浙江省衢州市柯城区所辖的一个乡。

## 下辖行政区
下辖：
沟溪村、上叶村、墩头窑村、高塘村、山头村、后坞村、上余坂村、洞头村、余西村、余东村、宋家垄村、斗目垅村、直坞村、碗东村、李山村、留山村、何家村、梅坑村、炉铺村、后力村、五十都村和碗窑村。